# Antonio Santoro
Antonio Santoro (13 september 1989) is een Italiaans wielrenner die anno 2020 rijdt voor Work Service Dynatek Vega. Hij reed tussen 2017 en 2019 voor de Nederlandse wielerploeg Monkey Town Continental Team. Santorro testte in 2017 tijdens de Ronde van het Qinghaimeer positief op Acetazolamide een middel tegen hoogteziekte. Ploegleider Paul Tabak heeft hem per ongeluk het middel tegen hoogteziekte gegeven in plaats van Domperidon tegen maagklachten. Santorro werd door de UCI voor een half jaar geschorst.
Tot op heden won hij als professional nog geen koers. 

## Ploegen
- 2011 –  Androni Giocattoli-Serramenti PVC Diquigiovanni
- 2012 –  Androni Giocattoli-Venezuela
- 2013 –  Ceramica Flaminia-Fondriest
- 2014 –  Meridiana Kamen Team
- 2015 –  MG.Kvis Vega
- 2016 –  Meridiana Kamen Team
- 2017 –  Monkey Town Continental Team
- 2018 –  Monkey Town Continental Team
- 2019 –  Monkey Town-à Bloc
- 2020 –  Work Service Dynatek Vega

Bakker · van Breda · Buskermolen · de Jonge · Kleiman · Looij · van Luijk · Markus · Ockeloen · Pluto · van Rhee · Santoro · Schulting · Slik · van der Veekens · Zanotti